# Mundgeruch
Mundgeruch oder Foetor ex ore (auch Halitosis genannt, von lateinisch halitus: Atem, Hauch; auch Ozostomie, und Kakostomie) ist unangenehmer Geruch des Atems bzw. der Ausatemluft.

## Terminologie
Der synonyme Gebrauch der Fachbegriffe Halitosis und Foetor ex ore ist genau genommen nicht korrekt. Foetor ex ore ist ein unangenehmer, atypischer Geruch (Gestank) beim Ausatmen durch den Mund. Der Begriff Halitosis bezeichnet ebenfalls eine unangenehme Ausatemluft, die aber auch bei geschlossenem Mund, also beim Ausatmen durch die Nase wahrgenommen werden kann. Dies deutet möglicherweise auf eine extraorale Ursache (Tonsillen, Nasennebenhöhlen, obere Atemwege, Magen) hin.

## Pathophysiologie
Linus Pauling (1901–1994) fand in menschlichem Mundgeruch durch Gaschromatographie mindestens 200 verschiedene flüchtige, meist organische Verbindungen, die sich mit der ausgeatmeten Atemluft vermischen. Inzwischen wurden mit dieser Methode etwa 3000 verschiedene flüchtige Verbindungen identifiziert.
Die normale Ausatemluft des Menschen enthält etwa 78 % Stickstoff, 17 % Sauerstoff, 4 % Kohlendioxid und nur etwa 1 % sonstige Gase. Dieses eine Prozent kann jedoch stark geruchsaktive flüchtige Verbindungen enthalten, sodass trotz des geringen Volumenanteils der Geruch der Ausatemluft als unangenehm oder gar unerträglich empfunden wird. Dazu zählen unter anderem Schwefelverbindungen wie Schwefelwasserstoff (H2S), Methanthiol (Methylmercaptan) und Dimethylsulfid sowie Amine, Diamine und andere Stickstoffverbindungen wie 1,5-Diaminopentan, Indol und Skatol, Ketone wie Aceton (Propanon) sowie kurzkettige Carbonsäuren (Propionsäure, Buttersäure). Diese Stoffe entstehen z. B. durch die bakterielle Zersetzung (meist anaerobe gramnegative Bakterien) von organischen Substanzen aus Nahrungsresten, Speichel oder totem Gewebematerial (abgeschilferte Epithelzellen).

## Ursachen
Als Auslöser von Mundgeruch kommen orale, extraorale oder systemische Ursachen in Betracht.

### Orale Ursachen
In 85–90 % der Fälle liegen lokale Ursachen in der Mundhöhle vor. Die meisten Bakterien sind auf dem Zungenrücken vorhanden, in Kombination mit Zungenbelag, und damit mit Abstand die häufigste Ursache für Halitosis, besonders ausgeprägt bei der Lingua plicata und der schwarzen Haarzunge. Weitere Ursachen sind in absteigender Reihenfolge: Parodontitis marginalis, offene Karies, mangelhafte Mundhygiene, lokale Infektionen (Candidiasis, Dentitio difficilis, Gingivitis, Periimplantitis) und ungepflegter abnehmbarer Zahnersatz.
Seltene intraorale Ursachen können eine nekrotisierende ulzerierende Gingivitis (NUG), eine akute Gingivostomatitis herpetica, Pemphigus vulgaris bzw. Pemphigoid, Morbus Behçet, Erythema exsudativum multiforme, Abszesse, Glossitis rhombica mediana sowie ulzerierende und zerfallende Tumoren sein.
Weitere Ursachen sind:
- Genuss von Alkohol (auch bei alkoholhaltigen Mundwassern)
- Rauchen
- Nahrungs- und Genussmittel (Knoblauch, Zwiebel)
- schwefelhaltige Medikamente (Disulfiram, Dimethylsulfoxid)
- Mundtrockenheit (Xerostomie; bei normalen Sprechberufen weit verbreitet)
- Abmagerungskur; durch die Nahrungskarenz fehlt die natürliche Selbstreinigung von Mund und Rachen
- Tonsillensteine; sind wenige Millimeter große Gebilde in den Tonsillen im Rachenraum von weiß-gelblicher Farbe und kalkig-mürber Konsistenz, die einen üblen, penetranten Geruch verbreiten

### Extraorale Ursachen
- Die häufigsten extraoralen Ursachen für Halitosis finden sich im HNO-Bereich. Sie machen etwa 5–8 % aller Ursachen aus. Davon wiederum sind Tonsillitis (ca. 2⁄3) und Sinusitis (ca. 1⁄5) die häufigsten Ursachen.
- Diphtherie, eine Infektion der oberen Atemwege, bewirkt häufig einen faulig-süßlichen Geruch der Atemluft.
- Bronchiektasen, Lungengangrän

### Systemische Ursachen
Der Magen-Darm-Trakt ist als mögliche Ursache für Mundgeruch – prozentual betrachtet (< 0,1 %) – irrelevant.
- Allgemeinerkrankungen:
  - Diabetes mellitus (Azetongeruch bei beginnender Azidose und somit bei beginnendem Coma diabeticum)
  - Hiatushernie
  - Lebererkrankungen: Leberzirrhose, Hepatische Enzephalopathie (Foetor hepaticus: „leberartiger Geruch“)
  - chronisches oder akutes Nierenversagen (Foetor uraemicus, „urinöse Atemluft“, bei Urämie)
  - Zenker-Divertikel
  - Magenentzündung (Gastritis, vor allem bei Anazidität)
- Störung der Darmflora (durch Nahrungsmittelallergien etc.)
- Ketose (meist durch anhaltenden Hunger bzw. längere Nahrungskarenz)
- alltägliche Eindiffusion von Darmgasen in den Blutkreislauf und Respiration durch die Lunge[9]

## Diagnose
Mundgeruch-Patienten können den Geruch des eigenen Atems selbst oft nicht wahrnehmen, da der Geruchssinn nur auf Veränderungen der Konzentration eines Duftstoffes anspricht. Abhilfe versprechen kleine Atemmessgeräte, mit denen angeblich der Schwefelgehalt der Ausatmungsluft festgestellt werden kann.
- Organoleptische Diagnostik
- Gaschromatographie mittels Sulfid-Monitor (Messung der Konzentration flüchtiger Schwefelverbindungen)
- Diagnostik durch HNO-Arzt
- ggf. internistische Untersuchung zum Ausschluss einer Allgemeinerkrankung

### Biomarker
Flüchtige Stoffe im Atem können als Biomarker auf das Vorhandensein von Erkrankungen hinweisen, z. B. Ketokörper auf Diabetes mellitus. Manche Geruchsstoffe geben spezifische Hinweise auf Tumorerkrankungen. Da die ärztliche Nase oft nicht sensibel genug für deren Wahrnehmung ist, können speziell ausgebildete Hunde oder Chemosensoren zu deren Erfassung eingesetzt werden. Jedoch ist der Einsatz solcher Schnüffelmethoden begrenzt, denn flüchtige Stoffe kommen auch in der Umwelt vor, oft sogar in höherer Konzentration, die Produktion flüchtiger Stoffe ist individuell sehr unterschiedlich, außerdem entstehen sie meist erst als Sekundärmetaboliten und sind daher weniger spezifisch. Andere Verfahren sind häufig präziser und wirtschaftlicher. Als sinnvolle diagnostische Anwendungsgebiete der Atemtestung gelten derzeit:
- der Nachweis von Helicobacter pylori mit dem 13C-Harnstoff-Atemtest
- Unverträglichkeitsuntersuchungen einzelner Zuckerarten (vor allem Laktoseintoleranz) mit dem Wasserstoffatemtest
- der Rückschluss von Atemgaskonzentrationen auf Blutkonzentrationen, z. B. bei der Atemalkoholbestimmung.

### Halitophobie
Ein beträchtlicher Teil der Patienten, die befürchten, dass sie Mundgeruch haben, denken dieses zu Unrecht. Diese Angst vor (dem eigenen) Mundgeruch wird als Halitophobie bezeichnet.

## Therapie
- Im Vordergrund steht eine zahnärztliche Sanierung, die gegebenenfalls aus der Therapie von kariösen Defekten, einer Zahnfleischbehandlung, einer professionellen Zahnreinigung und einer professionellen Zungenreinigung besteht.
- Danach ist bei Fortbestehen der Halitosis trotz gewissenhafter Mundhygiene (Zahnreinigung) eine tägliche Zungenreinigung angesagt. Man setzt den Zungenreiniger mit dem äußeren Ring am hinteren Ende der Zunge an und zieht ihn mit leichtem Druck nach vorn. Die dorsale (hintere)  Begrenzung ist der höchste Punkt bei herausgestreckter Zunge („top of the hill“). Weiter dorsal darf nicht gereinigt werden, da die Verletzungsgefahr erheblich zunimmt. Den Zungenbelag spült man dann unter fließendem Wasser ab. Das Ganze wiederholt man etwa 3–4 Mal. Die Anwendung erfolgt jeweils nach dem Zähneputzen. Bei den ersten Zungenreinigungen sollte man vorsichtig beginnen, um keinen Würgereflex auszulösen. Aber auch diese Maßnahme hat nur eine Erfolgsquote von etwa 60 %, da die geruchsbildenden Substanzen sich oft in den Furchen und Grübchen der Zunge befinden, die auch mit einem Zungenreiniger nicht entfernt werden können. Ergänzend sollten deshalb spezielle Zungenreinigungspasten verwendet werden, unterstützt von Mundspülungen.[11]
- Mundspülungen
  - mit Salbeitee, Thymiantee, Ringelblumentee, Malventee, spezielle Mundpflegelösungen oder Antibiotika-Lösung (z. B. Metronidazol).[8]
  - mit Xylit-Pulver; hungert schädliche Streptococcus-mutans-Bakterien aus und etabliert eine gesunde Mundflora, die Mundgeruch nicht aufkommen lässt.[12]
  - mit Chlorophyll oder Lutschen von Chlorophyll-Dragees.[8]
  - Desodorierende und antibakterielle Mundspüllösungen (Cetylpyridiniumchlorid (CPC), Chlorhexidin, (tötet zuverlässig Bakterien im Mund ab)).
  - Eine Kombination von Zink und Chlorhexidin in geringen Konzentrationen scheint der effizienteste Weg zu sein, um Flüchtige Schwefelverbindungen (VSC, volatile sulfur compounds) zu entfernen, die größtenteils den Mundgeruch verursachen.[13]
- Gegebenenfalls Therapie der Grunderkrankung
- Häufig trinken, insbesondere Schwarztee, die in ihm enthaltenen Polyphenole, insbesondere das Flavonoid Theaflavin, behindern das Wachstum der Plaquebakterien.[14]

Oft neigen Betroffene zum Überdecken des Geruchs durch den Dauerkonsum von Pfefferminzbonbons, Kaugummi, Mundsprays oder Mentholpastillen oder die Verwendung kosmetischer Mundwasser. Solche Blind- oder Pauschaltherapien bleiben meist erfolglos.
Zunehmend werden probiotische Keime eingesetzt. Die verwendeten Bakterien sind entweder Streptococcus salivarius K12 oder Lactobacillus salivarius WB21, die mittels Lutschtabletten appliziert werden, die der Patient auf der Zunge zergehen lässt. Insgesamt konnte gezeigt werden, dass verglichen mit Placebo-Lutschtabletten die Summe der flüchtigen Schwefelverbindungen deutlich häufiger erheblich reduziert werden konnte, dass sich tatsächlich die bakterielle Zusammensetzung in der Mundhöhle verändert und dass die applizierten Bakterien das Wachstum Halitosis-assoziierter Bakterien unterdrücken.
Wahnvorstellungen vom Eigengeruch werden unter dem Begriff olfaktorisches Referenzsyndrom oder als Eigengeruchshalluzinose zusammengefasst. Ein Patient mit echtem Mundgeruch nimmt den tatsächlich vorhandenen Geruch in der Regel nicht wahr; der Halitophobiker jedoch riecht den nicht vorhandenen Geruch nach eigenen Angaben deutlich. Im Alltag des Halitophobikers dreht sich alles um die Vorstellung, unerträglich aus dem Mund zu riechen. Solche Patienten haben oft ein Ärztehopping hinter sich, da sie davon überzeugt sind, dass ihr Problem organischer und nicht psychischer Natur sei. Bei einer Halitophobie kann jedoch eine psychotherapeutische Intervention angesagt sein, wobei diese Patienten oft schwer dazu zu motivieren sind.

## Kulturgeschichte
Folgenschwer erscheint Mundgeruch in der griechischen Mythologie, bekannt als der lemnische Frevel: Weil Aphrodite ihre Heiligtümer auf Lemnos vernachlässigt sah, strafte sie alle Frauen der Insel mit übelriechendem Atem. Als Folge blieben ihnen ihre Gatten fern und vergnügten sich stattdessen mit thrakischen Sklavinnen. Die eifersüchtigen Gattinnen brachten daraufhin in einer Nacht alle männlichen Bewohner der Insel um. Allein Thoas wurde von seiner Tochter Hypsipyle versteckt und überlebte.
Jedes Jahr wird am 6. August in den Vereinigten Staaten der National Fresh Breath Day (englisch für Nationaler Tag des frischen Atems) gefeiert.